# Европейски комисар по международно сътрудничество, хуманитарна помощ и реакция при кризи
Европейският комисар по международно сътрудничество, хуманитарна помощ и реакция при кризи е член на Европейската комисия. Постът се заема от българския комисар Кристалина Георгиева.
В портфолиото на Европейския комисар по международно сътрудничество, хуманитарна помощ и реакция при кризи влиза устойчивото развитие и разпределението на хуманитарна помощ в региони с тежки условия на живот, каквито са страните в Африка (48 страни), Карибския басейн (16 страни) и Техоокеанския регион (15 страни). Европейската комисия е най-големият донор на хуманитарни помощи в света.